# Avondale (Arizona)
Avondale és una població dels Estats Units a l'estat d'Arizona. Segons el cens del 2008 tenia 81.299 habitants.

## Demografia
Segons el cens del 2000, Avondale tenia 35.883 habitants, 10.640 habitatges, i 8.724 famílies La densitat de població era de 335,8 habitants/km².
Dels 10.640 habitatges en un 47,9% hi vivien nens de menys de 18 anys, en un 62,9% hi vivien parelles casades, en un 12,7% dones solteres, i en un 18% no eren unitats familiars. En el 12,9% dels habitatges hi vivien persones soles el 3,1% de les quals corresponia a persones de 65 anys o més que vivien soles. El nombre mitjà de persones vivint en cada habitatge era de 3,36 i el nombre mitjà de persones que vivien en cada família era de 3,66.
Per edats la població es repartia de la següent manera: un 34,2% tenia menys de 18 anys, un 9,7% entre 18 i 24, un 33,1% entre 25 i 44, un 17,7% de 45 a 60 i un 5,3% 65 anys o més.
L'edat mediana era de 29 anys. Per cada 100 dones de 18 o més anys hi havia 101,1 homes.
La renda mediana per habitatge era de 49.153 $ i la renda mediana per família de 51.084 $. Els homes tenien una renda mediana de 35.134 $ mentre que les dones 27.487 $. La renda per capita de la població era de 16.919 $. Aproximadament el 10,3% de les famílies i el 13,8% de la població estaven per davall del llindar de pobresa.

## Poblacions més a prop
El següent diagrama mostra les poblacions més a prop.